# Estérençuby
Estérençuby település Franciaországban, Pyrénées-Atlantiques megyében. Lakosainak száma 304 fő (2022. január 1.). Estérençuby Ahaxe-Alciette-Bascassan, Aincille, Lecumberry, Saint-Michel és Orbaizeta községekkel határos.

## Népesség
A település népességének változása:
| Lakosok száma | 355  | 354  | 345  | 337  | 328  | 319  | 313  | 304  |
|               | 2013 | 2015 | 2017 | 2018 | 2019 | 2020 | 2021 | 2022 |